# Scopula acidaliaria
Scopula acidaliaria là một loài bướm đêm trong họ Geometridae.